# Langelandsfestival 2012
Langelandsfestival 2012 var en festival der fandt sted på Rue Mark ved Rudkøbing på Langeland fra lørdag 21. juli 2012 til lørdag 28.juli 2012. Selve hovedfestivalen fandt sted fra onsdag 25. juli til lørdag 28. juli.

## Særligt dette år
Vejret var varmt, tørt og solrigt det meste af ugen. Sidst på ugen ramte et regn- og tordenvejr fredag aften under koncerten med D.A.D., der dog fortsatte. Lørdag ramte et skybrud med voldsom blæst formiddag og middag, og afbrød programmet midlertidigt.
Konferencier (Store scene): Bubber

## Artister under selve festival (alfabetisk)
Onsdag 25. juli til lørdag 28. juli.
- Anna David (Møllers, onsdag kl. 15)
- Big Fat Snake (Store scene, torsdag kl. 16.30)
- Bryan Rice (Møllers, torsdag kl. 15)
- Burhan G (Store scene, onsdag kl. 16.30)
- Cruise (Møllers, torsdag kl. 21)
- DAD (Store scene, fredag kl. 22.30)
- Danser Med Drenge (Store scene, fredag kl. 16.30)
- De Glade Sømænd (Store scene, torsdag kl. 13.30)
- Electric Lady Lab (Møllers, onsdag kl. 18)
- Ginger Ninja (Møllers, torsdag kl. 18)
- Hej Matematik (Møllers, fredag kl. 21)
- Jacob Riising Ghetto Show (Store scene, onsdag kl. 11)
- Johnny Logan (Irland) (Møllers, lørdag kl. 18)
- Kato (Store scene, torsdag kl. 22.30)
- Kim Larsen Jam (kroen, fredag kl. 18 og 21)
- Kristian og Katrine fra Lille Nørd (Store scene, fredag kl. 11)
- Lukas Graham (Store scene, lørdag kl. 13.30 - koncerten blev udskudt pga. vejret)
- Magtens Korridorer (Store scene, fredag kl. 19.30)
- Medina (Store scene, lørdag kl. 19.30)
- Michael Falch (Møllers, lørdag kl. 21)
- Nik & Jay (Store scene, lørdag kl. 22.30)
- One Two Jam (Kroen, lørdag kl. 18 og 21)
- Rasmus Nøhr (Annonceret til Store scene, men flyttet til Møllers pga. vejret, lørdag kl. 16.30)
- Rene Machon m. band (Kroen, fredag kl. 15)
- Rusty Tunes (Kroen, lørdag kl. 15)
- Sanne Salomonsen (Store scene, onsdag kl. 19.30)
- The Storm (Møllers, onsdag kl. 21)
- Søren Poppe med band (Store scene, fredag kl. 13.30)
- Søs Fenger (Møllers, lørdag kl. 15)
- Rasmus Seebach (Store scene, onsdag kl. 22.30)
- Tim Christensen (Store scene, torsdag kl. 19.30)
- Thomas Helmig Jam (Kroen, onsdag kl. 18 og 21)
- Tom Juke (Møllers, fredag kl. 18, Kroen, onsdag kl. 15)
- X Factor-show (Ida, Line, Sarah) (Store scene, torsdag kl. 11)
- Xander og Ankerstjerne (Møllers, torsdag kl. 15)
- Zididada (Store scene, onsdag kl. 13.30)

## Artister før selve festivalen (warm up)
Fra lørdag 21. juli til tirsdag 24. juli. Koncerter i Møllers krævede særskilt entre (30 kr.)
- Bamse Jam (Kroen, søndag kl. 19)
- Bryan Adams Tribute (Kroen, lørdag kl. 19)
- Clemens (Møllers, tirsdag kl. 22)
- Joey Moe (Møllers, lørdag kl. 22)
- Jørgen de Mylius (Kroen, mandag kl. 19)
- Kaliber (Møllers, mandag kl. 21)
- Kidd (Møllers, mandag kl. 22)
- N & S feat. Kat Stephie (Møllers, tirsdag kl. 21)
- Puls (Møllers, søndag kl. 21)
- Sussi og Leo (Kroen, tirsdag kl. 19)
- Svenstrup & Vendelboe (Møllers, søndag kl. 22)